# Elena Andrieș
Elena Ramona Andrieș, née le 21 septembre 1994, est une haltérophile roumaine.

## Palmarès

### Championnats d'Europe
- 2018 à Bucarest
  -  Médaille d'or en moins de 48 kg
- 2017 à Split
  -  Médaille de bronze en moins de 48 kg